# Jungholz
Jungholz er en landsby i det østrigske distrikt Reutte, Tyrol, som kun er tilgængeligt via Tyskland. Den har et indbyggertal på i alt 308 personer på dens 7 km². Manglen på en vejforbindelse til noget andet sted i Østrig ledte til, at Jungholz blev inkluderet i det tyske toldområde indtil Østrig trådte ind i EU i 1995. Breve til Jungholz kan blive sendt med enten et tysk eller et østrigsk postnummer (D-87491 og A-6691, henholdsvis).

## Quadripunkt
Jungholz former en østrigsk eksklave, der kun er forbundet til resten af Østrig ved et enkelt punkt, som er toppen af bjerget Sorgschrofen (1635 m). Såvel som at huse grænsesten 110 på den internationale grænse mellem Tyrol og Bayern, starter en anden grænse også på bjerget, og den ender der igen efter at have kørt rundt om Jungholz. Altså er der grænser i fire retninger ud fra bjergtoppen, et såkaldt quadripunkt.
To østrigske og to tyske kommuner mødes ved det punkt, fra Jungholz med uret:
- Jungholz (Nord, Østrig)
- Pfronten (Øst, Tyskland)
- Schattwald (Syd, Østrig)
- Bad Hindelang (Vest, Tyskland)

## Eksterne links
- Wikimedia Commons har flere filer relateret til Jungholz
- Jungholz's officielle webside Arkiveret 11. april 2022 hos  Wayback Machine (på tysk)